# Головка (Ростовская область)
Головка — хутор в Белокалитвинском районе Ростовской области.
Входит в состав Ильинского сельского поселения.

## География
Хутор расположен в 45 км (по дорогам) северо-восточнее города Белая Калитва (райцентр), находится на правом берегу реки Калитва.

### Улицы
- ул. Береговая,
- ул. Набережная,
- ул. Песчаная,
- ул. Садовая,
- ул. Стадионная,
- ул. Тихая,
- ул. Центральная,
- ул. Школьная.

## Население
| 1989 | 2002 | 2010 |
| ---- | ---- | ---- |
| 499  | ↘481 | ↗488 |

## Достопримечательности
Территория Ростовской области была заселена еще в эпоху неолита. Люди, живущие на древних стоянках и поселениях у рек, занимались в основном собирательством и рыболовством. Степь для скотоводов всех времён была бескрайним пастбищем для домашнего рогатого скота. От тех времен осталось множество курганов с захоронениями  жителей этих мест. Курганы и курганные группы находятся на государственной охране.
Поблизости от территории хутора Головка Белокалитвинского района расположено несколько достопримечательностей – памятников археологии. Они охраняются в соответствии с Федеральным законом от 25.06.2002 N 73-ФЗ "Об объектах культурного наследия (памятниках истории и культуры) народов Российской Федерации", Областным законом от 22.10.2004 N 178-ЗС "Об объектах культурного наследия (памятниках истории и культуры) в Ростовской области", Постановлением Главы администрации РО от 21.02.97 N 51 о принятии на государственную охрану памятников истории и культуры Ростовской области и мерах по их охране и др. 
- Курганная группа  "Поперечный"  (9 курганов), расположена на расстоянии около 4,5 километров к северо-западу от хутора Головки.
- Курган  "Головка I", расположен на расстоянии около одного километра к северо-западу от хутора Головки.
- Курганная группа "Головка II" (6 курганов), расположена на расстоянии около 600 метров к северу от хутора Головки.
- Курганная группа "Сухой" (4 кургана), расположена на расстоянии около трёх километров к северо-востоку от хутора Головки[4].

## Известные уроженцы
Бакуменко Алексей Пантелеевич (1911—1979) — советский деятель машиностроения. Директор Марийского машиностроительного завода (1952—1959, 1963—1966), заместитель председателя Марийского Совета народного хозяйства (1959—1963). Депутат Верховного Совета Марийской АССР 4—5-го созыва (1955—1963). Член КПСС с 1959 года.